# Château de Rocca Priora
Le château de Rocca Periora est situé à l'embouchure de l'Esino dans la commune de Falconara Marittima, province d'Ancône dans les Marches,.

## Histoire
À cet endroit, sur la rive gauche de la rivière Esino, et à l'intersection de la Strada Clementina avec la variante de la Via Flaminia, se trouvait vraisemblablement une ancienne tour de guet qui surveillait la côte. Le 26 décembre 1194, l'empereur Frédéric II de Souabe naît à Jesi. Ce fait a donné une forte impulsion à la ville pour commencer la conquête de son comté, à tel point que la même année, les habitants de Jesi ont érigé la soi-disant Rocca di Fiumesino destinée à marquer le territoire et à le protéger des menaces expansionnistes d'Ancône. Cette zone devint bientôt le théâtre de dramatiques batailles frontalières entre Jesi et Ancône. En effet, si pour le premier, il constituait un contrôle sur le fleuve, alors navigable, et un débouché sur la mer, pour le second, c'était un rempart indispensable à la sauvegarde de la frontière nord. Après deux siècles de contestations, vers 1356, la dispute fut résolue et la Rocca di Fiumisino devint partie des châteaux d'Ancône et incluse dans le système défensif de « l'échiquier fortifié » avec le  château de Cassero, la tour d'Offagna et la tour Monte D'Ago, qui communiquaient entre elles grâce à un système optique.
En 1382, Louis Ier d'Anjou, lors de sa lutte pour la conquête de l'Italie, tenta de vaincre la cité. À cet effet, avec ses troupes et avec Pierre de Genève, frère de l'antipape Clément VII, il prit possession de la forteresse. Elle subit de graves dommages et fut reconstruite quelques années plus tard à la demande du Conseil des Anciens d'Ancône, qui nomma Balligano di Filippuzio châtelain. Cependant, même affaiblis, les différends entre Ancône et Jesi n’ont pas pris fin. L'intervention du pape Léon X, en 1516, assigna définitivement La Rocca à la commune d'Ancône. Au XVIIe siècle, la forteresse constituait un élément important de la défense d'Ancône, abritant une garnison militaire chargée de surveiller les attaques de Venise et des pirates turcs.

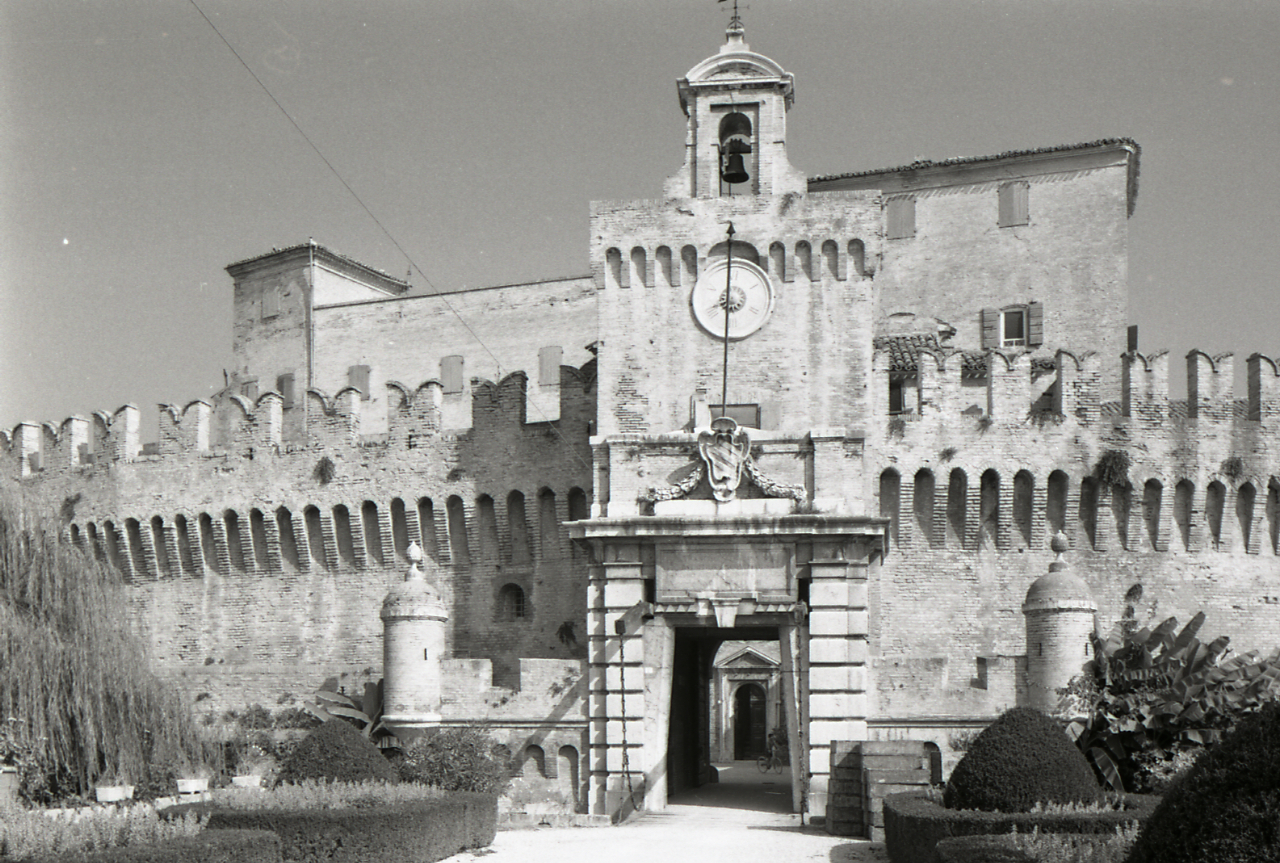
Le château en 1969.

En 1755, la municipalité d'Ancône, pour stimuler l'économie locale, loua la Rocca et les terres de Fiumesino à Francesco Trionfi (1706-1772), riche marchand d'Ancône, lors d'une vente aux enchères publique. Ce  dernier réalisa de lourds investissements dans la bonification des terres, les plantations, l'élevage mais aussi dans les bâtiments. Un enrichissement architectural notable fut apporté à la Rocca elle-même, qui prit alors le nom de Rocca Priora : une petite église dédiée à la Nativité de la Vierge Marie fut construite, l'entrée principale fut modifiée avec des décorations en pierre inspirées de l'époque vanvitellienne des portails du Lazzaretto d'Ancône ; et rénové les intérieurs à usage résidentiel. L'ancienne forteresse médiévale devient aujourd'hui un manoir au centre d'un vaste domaine agricole.
En 1757, Francesco Trionfi, ancien patricien d'Ancône, reçut du pape Benoît XIV le titre de marquis de Rocca Priora, transmissible aux héritiers en ligne masculine. À la mort de Trionfi, la fortune familiale était très élevée, mais la mauvaise gestion de ses fils Luigi et Bonizio dilapida tout le capital, à tel point que la totalité de la propriété fut acquise en 1826 par la Chambre apostolique en raison de l'impossibilité, pour Bonizio Trionfi, de payer les taxes et arriérés d'impôts demandés par le Gouvernement pontifical.
Le domaine passa ensuite au marquis Brancadoro et après sa mort en 1846, à ses neveux. Par la suite, les marquis Antici devinrent propriétaires, puis les Cenci Bolognetti (princes de Vicovaro).
En 1927, le domaine et le château (aujourd'hui en ruines) furent achetés par Alfredo Baldoni, originaire de San Ginesio, qui représente l'ancêtre de la « dynastie » des propriétaires actuels.

## Description

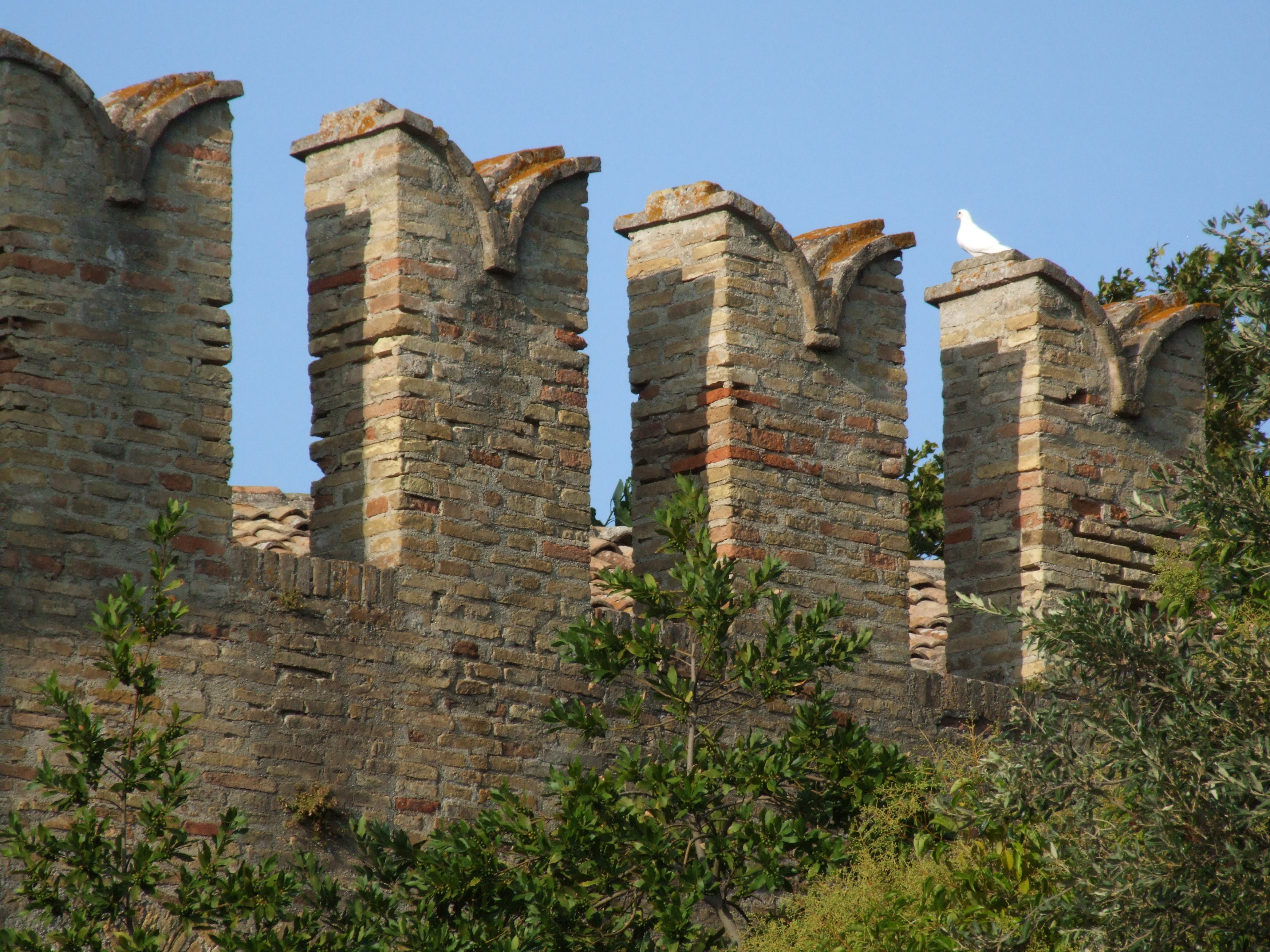
Les merlons gibelins.

Bien qu'il ait été fortement modifié au fil des siècles, notamment au XVIIIe siècle lorsqu'il est passé de forteresse à manoir, l'ensemble conserve encore ses structures médiévales. Le plan est de forme elliptique, délimité par de hauts murs avec trois tours alignées et entouré de douves. Une quatrième tourelle fut ajoutée au-dessus de l'entrée au XVIIIe siècle lors de sa rénovation.
Les trois tours alignées du puissant côté nord-est sont encore visibles. Les remparts gibelins, qui couronnaient autrefois tous les murs et les tours, ne restent aujourd'hui visibles que du côté ouest, l'entrée. Les autres ont été perdus à la suite de rénovations de logements, qui ont nécessité le rehaussement de certains étages et la construction de toitures.

## Curiosité
Des personnages célèbres y furent accueillis : le roi de Naples Joachim Murat et Pasquale Andreoli, un pionnier de l'aviation.
Le prince Murat y séjourna le 29 avril 1815, quelques jours avant la bataille de Tolentino, considérée par beaucoup comme la première bataille du Risorgimento italien.
Andreoli y est né le 22 novembre 1771 et est devenu célèbre pour ses exploits aériens. Il fut en effet l'un des premiers aéronautes de l'histoire. Parmi ses exploits, celui du 22 août 1808 à Padoue est mémorable lorsqu'il effectue, avec le scientifique Carlo Brioschi, le premier vol en Italie à des fins exclusivement scientifiques avec son aérostat et atteint une altitude de près de 8 300 mètres, qui reste le record d'altitude pour les montgolfières jusqu'à il y a une trentaine d'années.

## Galerie

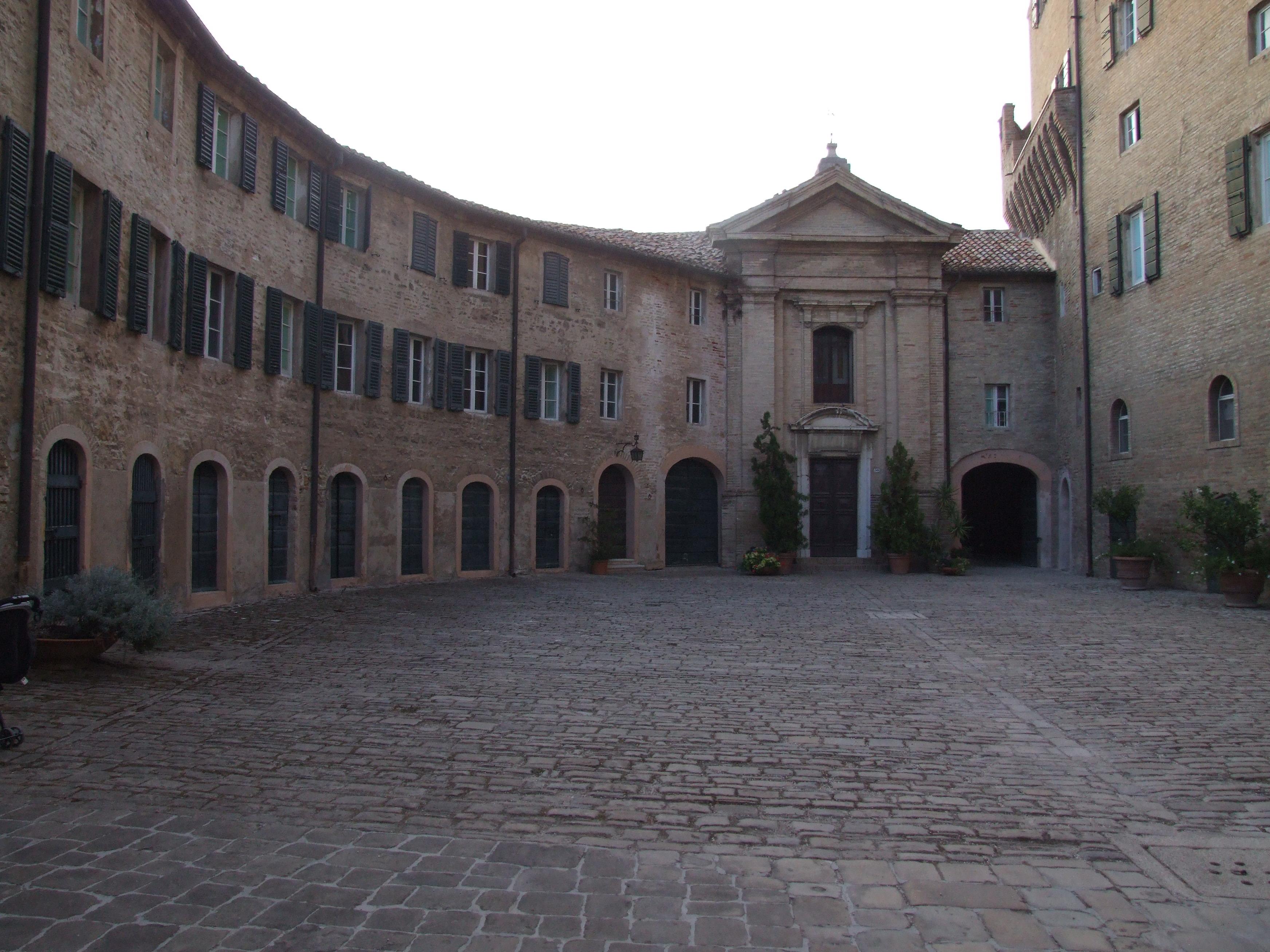
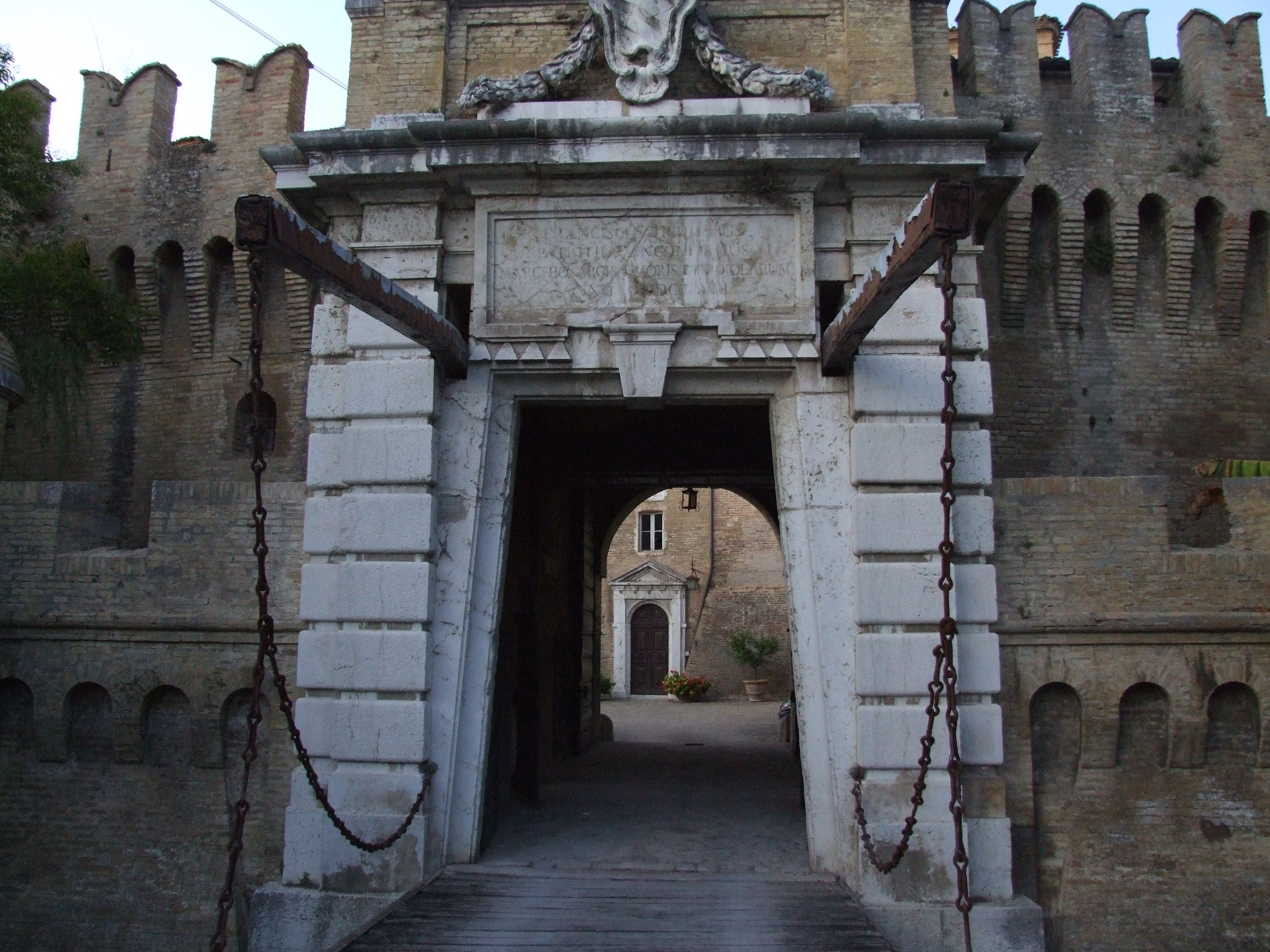